# Taenioides kentalleni
Taenioides kentalleni és una espècie de peix de la família dels gòbids i de l'ordre dels perciformes.

## Morfologia
- Les femelles poden assolir 19,82 cm de longitud total.
- Nombre de vèrtebres: 45.[1]

## Hàbitat
És un peix marí, de clima tropical i demersal.

## Distribució geogràfica
Es troba a l'Aràbia Saudita.

## Observacions
És inofensiu per als humans.